# Великият Гетсби
„Великият Гетсби“ (на английски: The Great Gatsby) е роман от американския писател Ф. Скот Фицджералд, издаден за първи път на 10 април 1925 г. Действието в него се развива в Лонг Айлънд, щата Ню Йорк през 20-те години на XX век. Романовата история е смятана от мнозина за олицетворение на срива на Американската мечта, за неин коректив в ера на хедонизъм и материални търсения по време на т. нар. от самия автор „Ера на джаза“. Това е най-четеният роман, написан от американец, през ХХ век.

## Сюжет
Джей Гетсби е млад милионер със съмнително минало – някои казват, че е направил състояние от контрабанда на алкохол по време на сухия режим. Други говорят, че е убил важна клечка, а трети казват, че е бил немски шпионин и братовчед на кайзер Вилхелм II. Въпреки пировете, които устройва, въпреки неканените гости, които идват на забавите, Гетсби е самотен мъж, копнеещ за любовта на Дейзи. Той само иска да „повтори миналото“ – да се събере отново с Дейзи. Тя обаче е омъжена за расиста-милионер Том Бюканън и има малка дъщеря. Гетсби не счита това за препятствие пред любовта му и в действителност Дейзи е поласкана от нестихващия интерес на Гетсби.
Разказвачът в първо лице е Ник Карауей, млад брокер, който се мести в старата, занемарена къща, която е в съседство с имението на Гетсби. Карауей коментира действията на главните действащи лица. Той скоро осъзнава, че Том и Дейзи са „небрежни хора“. Когато Гетсби позволява на Дейзи да кара новата му кола, тя предизвиква катастрофа, в която Мъртъл Уилсън, любовницата на Том, е убита. Гетсби е толкова влюбен в Дейзи, че поема отговорността за инцидента и впоследствие е застрелян от отчаяния вдовец на Мъртъл, който е собственик на гараж. Освен бедния баща на Гетсби, Ник Карауей и човекът с очила, като очи на бухал, почти никой друг не идва на погребението.
Освен че илюстрира бурния живот от 1920-те, романът обсъжда въпроса за расизма посредством образа на Том Бюканън, който е привърженик на расовата теория на Хюстън Чембърлейн за превъзходството на бялата раса.

## Екранизация
Великият Гетсби е филмиран общо пет пъти:
- през 1926 г., режисиран от Хърбърт Бренън – ням филм от който, според IMDb, не са останали копия
- през 1949 г., режисиран от Елиът Нюджънт
- „Великият Гетсби“ (1974), режисиран от Джак Клейтън, често определян като най-добрият филм, направен по този роман. Във филма участват Робърт Редфорд в ролята на Джей Гетсби, Миа Фароу – Дейзи Бюканън, а сценарист е Франсис Форд Копола.
- през 2000 г., режисиран от Робърт Марковиц, с участието на Тоби Стивънс и Мира Сорвино
- „Великият Гетсби“ (2013), режисиран от Баз Лурман, с участието на Леонардо ди Каприо и Кери Мълиган